# Classe Leander (croiseur, 1931)
Pour les autres classes de navires du même nom, voir Classe Leander.
La classe Leander est une classe de croiseurs légers construits pour la Royal Navy au début des années 1930, ils servent durant la Seconde Guerre mondiale. Trois navires servent dans la Royal Australian Navy durant ce conflit.

## Conception

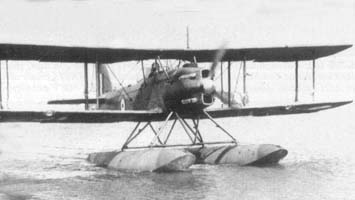
Hydravion Fairey Seafox embarqué.

La conception de la classe Leander est influencée par la classe York (croiseurs lourds), et est pensée pour mieux protéger le trafic maritime commercial. Ils sont armés de huit canons de 6 pouces disposés sur des tourelles doubles, deux à l'avant du navire, deux à l'arrière. L'armement secondaire est composé de 4 canons de 4 pouces, plus tard remplacés par huit canons de même calibre. L'armement antiaérien se compose de 12 mitrailleuses Vickers de 0,5 pouce sur trois montages quadruples. Les navires sont aussi équipés de quatre tubes lance-torpilles de 21 pouces. Deux hydravions Fairey Seafox sont embarqués. 
Avec un blindage d'une masse de 845 tonnes, ces navires peuvent naviguer à une vitesse de 32 nœuds. Les cinq premières unités ont leurs machines situées dans un logement unique, une caractéristique unique parmi les croiseurs britanniques. Cela signifie qu'un dommage au milieu du navire est susceptible de mettre à l'arrêt toutes les chaufferies.

## Noms
Le nom de la classe, Leander, se réfère au nom anglophone de Léandre du couple Héro et Léandre de la mythologie grecque. L'ensemble des navires de la classe portent, lors de leur commande, des noms issus de la mythologie grecque : Leander, Achilles, Ajax, Neptune, Orion, Amphion, Apollo et Phaeton. Les trois navires vendus à l'Australie sont renommés et prennent le nom de villes australiennes.
Le HMS Leander porte ce nom jusqu'à la création de la Royal New Zealand Navy (1941) où il devient le HMNZS Leander. Il retrouve son nom premier à son retour dans la Royal Navy en 1945.
Le HMS Achilles porte ce nom aussi jusqu'en 1941 devenant alors le HMNZS Achilles. Il redevient le HMS Achilles entre 1946 et 1948. En 1948, il est cédé à la marine indienne et devient le INS Delhi.
Les HMS Ajax, HMS Neptune et HMS Orion portent ces noms tout au long de leurs carrières.
Le HMS Amphion est transféré à la marine australienne en 1939 et devient alors le HMAS Perth.
Le HMS Apollo est transféré à la marine australienne en 1938 et devient alors le HMAS Hobart.
Le HMS Phaeton est transféré à la marine australienne dès son lancement en 1934. Il porte ainsi le nom de HMS Sydney toute sa carrière durant. 

## Navires
| Navire       | Pennant number | Origine du nom | Chantier de construction | Commande | Début de construction | Lancement          | En service        | Fin                                                                     | Photo |
| ------------ | -------------- | -------------- | ------------------------ | -------- | --------------------- | ------------------ | ----------------- | ----------------------------------------------------------------------- | ----- |
| HMS Leander  | 75             |                | HMNB Devonport           |          | 1er août 1928         | 13 juillet 1929    | 23 juillet 1931   | Vendu pour destruction le 15 décembre 1949                              |       |
| HMS Achilles | 70             |                | Cammell Laird            |          | 11 juin 1931          | 1er septembre 1932 | 10 octobre 1933   | INS Dehli vendu pour démolition en 1978                                 |       |
| HMS Ajax     | 22             |                | Vickers-Armstrongs       |          |                       | 1er mars 1934      | 3 juin 1935       | Retiré du service actif en 1948, vendu pour démolition en novembre 1949 |       |
| HMS Neptune  | 20             |                | HMNB Portsmouth          |          | 24 septembre 1931     | 31 janvier 1933    | 12 février 1934   | Coulé par des mines au large de Tripoli le 18 décembre 1941             |       |
| HMS Orion    | 85             |                |                          |          | 26 septembre 1931     | 24 novembre 1932   | 18 janvier 1934   | Mis en réserve fin 1946 et vendu pour démolition le 19 juillet 1949     |       |
| HMAS Perth   |                |                | HMNB Portsmouth          |          |                       | 27 juillet 1934    | 15 juin 1936      | Coule le 1er mars 1942                                                  |       |
| HMAS Hobart  |                |                | HMNB Devonport           |          | 15 août 1934          | 9 octobre 1934     | 13 janvier 1936   | Vendu pour démolition en 1962                                           |       |
| HMAS Sydney  |                |                | Swan Hunter              |          | 8 juillet 1933        | 22 septembre 1934  | 24 septembre 1935 | Coule au combat le 19 novembre 1941                                     |       |